# Всесоюзный праздник физической культуры 1923
Чемпионат СССР по лёгкой атлетике 1923 года проходил 1—8 сентября в Москве на стадионах Всесоюзной сельскохозяйственной выставки и ОППВ.

## Призёры

### Мужчины
| Вид                                      | 1 место                                                                 | Результат   | 2 место                          | Результат       | 3 место                      | Результат       |
| ---------------------------------------- | ----------------------------------------------------------------------- | ----------- | -------------------------------- | --------------- | ---------------------------- | --------------- |
| Бег на 100 м                             | Василий Калина Киев                                                     | 11,7        | Иван Ордынский Пермь             | 11,8            | А. Заикин Оренбург           | 11,9            |
| Бег на 200 м                             | Марк Подгаецкий Киев                                                    | 24,2        | Борис Громов Москва              | 24,7            | С. Ильин Нижний Новгород     | 28,6            |
| Бег на 400 м 9 сентября                  | Марк Подгаецкий Киев                                                    | 52,8        | Борис Громов Москва              | 52,9            | В. Наумов Нижний Новгород    | 54,0            |
| Бег на 800 м 5 сентября                  | Лев Брандт Москва                                                       | 2.02,8 NR*  | Пётр Лебедев Москва              | 2.06,1          | Александр Благонравов Москва | 2.07,0          |
| Бег на 1500 м                            | Лев Брандт Москва                                                       | 4.17,5      | Пётр Лебедев Москва              | 4.18,1          | Лев Бархаш Москва            | 4.22,6          |
| Бег на 5000 м 5 сентября                 | Сергей Тютюнов Москва                                                   | 16.27,7 NR* | Николай Владимиров Петроград     | 16.39,2         | Николай Бочаров Москва       | 16.46,8         |
| Бег на 10000 м 9 сентября                | Сергей Тютюнов Москва                                                   | 34.24,4     | Александр Лавров Нижний Новгород | 35.08,0         | Николай Бочаров Москва       | 35.43,5         |
| Эстафета 4х100 м                         | КИМ Москва Альфред Бирзин М. Клыпин Борис Громов Александр Хитров       | 46,2        | Киев                             | 46,4            | ОППВ Москва                  | 46,5            |
| Эстафета 4х400 м                         | Спорт Киев В. Колпиков М. Касперский Василий Калина Марк Подгаецкий     | 3.37,9      | ОППВ Москва                      | 3.38,8          | КИМ Москва                   | 3.38,8          |
| Олимпийская эстафета (800+400+209+200 м) | КИМ Москва Лев Бархаш Александр Благонравов Борис Громов Альфред Бирзин | 3.47,7 NR*  | ОППВ Москва                      | 3.48,6          | Тула                         | 4.07,8          |
| Марафон (36 км)                          | Александр Лавров Нижний Новгород                                        | 2:36.49,8   | Борис Васильев Козлов            | 2:46.38,6       | Пётр Николаев Москва         | 2:47.50,5       |
| Бег на 110 м с/б                         | Антон Цейзик Москва                                                     | 17,6        | Лев Брандт Москва                | 17,8            | Николай Никитин Москва       | 18,8            |
| Прыжок в высоту                          | Николай Фейт Москва                                                     | 1,65        | Сергей Назаретов Москва          | 1,60            | Петр Истаманов Майкоп        | 1,60            |
| Прыжок в высоту с места 4 сентября       | В. Енько Киев                                                           | 1,40        | Антон Цейзик Москва              | 1,40            | Альфред Бирзин Москва        | 1,35            |
| Прыжок с шестом                          | Владимир Добрынин Москва                                                | 3,31        | Лев Брандт Москва                | 3,31            | Николай Голядкин Бухара      | 3,00            |
| Прыжок в длину                           | Сергей Кабалов Москва                                                   | 6,24        | Сергей Назаретов Москва          | 6,24            | 3 — Пётр Лукашевич Киев      | 6,22            |
| Прыжок в длину                           | Сергей Кабалов Москва                                                   | 6,24        | Сергей Назаретов Москва          | 6,24            | 4 — Гельмут Сареток Москва   | 6,18            |
| Прыжок в длину с места 9 сентября        | В. Енько Киев                                                           | 2,93        | Василий Калина Киев              | 2,90            | Альфред Бирзин Москва        | 2,80            |
| Тройной прыжок                           | В. Енько Киев                                                           | 12,31       | Пётр Лукашевич Киев              | 12,28           | 3 — Илья Пейсин Петроград    | 12,00           |
| Тройной прыжок                           | В. Енько Киев                                                           | 12,31       | Пётр Лукашевич Киев              | 12,28           | 4 — Сергей Назаретов Москва  | 11,97           |
| Толкание ядра 6 сентября                 | Анатолий Решетников Петроград                                           | 11,79       | В. Альберг Вятка                 | 11,68           | Ян Спарре Москва             | 11,51           |
| Метание диска 7 сентября                 | А. Сидоров Москва                                                       | 35,74       | Антон Цейзик Москва              | 35,72           | 3 — Николай Подкович Киев    | 34,78           |
| Метание диска 7 сентября                 | А. Сидоров Москва                                                       | 35,74       | Антон Цейзик Москва              | 35,72           | 4 — В. Монто Петроград       | 34,23           |
| Метание копья 9 сентября                 | Анатолий Решетников Петроград                                           | 57,96 NR*   | В. Страшнов Кострома             | 49,00           | В. Кублицкий Гомель          | 47,93           |
| Метание молот                            | Александр Чистяков Москва                                               | 36,96       | Анатолий Решетников Петроград    | 33,32           | Ян Спарре Москва             | 33,22           |
| Пятиборье                                | Лев Брандт Москва                                                       | 2359        | Гельмут Сареток Москва           | 2182            | Павел Лауденбах Москва       | 2110            |
| Десятиборье                              | Лев Брандт Москва                                                       | 5840,465    | Николай Овсяников Ташкент        | 5608,530 (4545) | 3 — Павел Лауденбах Москва   | 5508,160 (4414) |
| Десятиборье                              | Лев Брандт Москва                                                       | 5840,465    | Николай Овсяников Ташкент        | 5608,530 (4545) | 4 — А. Заикин Оренбург       | (4384)          |

### Женщины
| Вид               | 1 место                                                                   | Результат | 2 место                     | Результат | 3 место                    | Результат |
| ----------------- | ------------------------------------------------------------------------- | --------- | --------------------------- | --------- | -------------------------- | --------- |
| Бег на 60 м       | Елена Леонова Калуга                                                      | 8,4       | Ираида Тихонова Москва      | 8,4       | Валентина Журавлёва Москва | 8,4       |
| Бег на 100 м      | Ираида Тихонова Москва                                                    | 13,8      | Валентина Журавлёва Москва  | 14,0      | Нина Крутова Москва        | 14,0      |
| Бег на 1000 м     | А. Солодникова Москва                                                     | 3.32,8    | В. Шмитман Москва           | 3.35,8    | В. Кульжинская Москва      | 3.41,2    |
| Эстафета 4х100 м  | КИМ Москва Валентина Квасникова Вера Клепикова А. Волгина Ираида Тихонова | 57,9      | ОППВ Москва                 | 58,4      | Ярославль                  | 1.01,0    |
| Эстафета 3x1000 м | КИМ Москва В.Шмитман Е.Рубинштейн Вера Клепикова                          | 11.59,8   | Северная железная дорога    | 12.10,6   |                            |           |
| Прыжок в высоту   | Милица Голдобина Пермь                                                    | 1,35      | Вера Клепикова Москва       | 1,30      | Валентина Журавлёва Москва | 1,27      |
| Прыжок в длину    | Валентина Журавлева Москва                                                | 4,38      | Вера Клепикова Москва       | 4,38      | А. Солодникова Москва      | 4,36      |
| Прыжок с шестом   | Валентина Журавлёва Москва                                                | 2,16      | Милица Голдобина Пермь      | 2,00      | А. Романова Москва         | 1,80      |
| Толкание ядра     | Вера Рейшахрит Пенза                                                      | 6,74      | Мария Астахова Екатеринбург | 6,71      | Гордеева Вятка             | 6,65      |
| Метание диска     | Мария Астахова Екатеринбург                                               | 21,87     | Марина Кушель Москва        | 20,62     | Вера Рейшахрит Пенза       | 20,09     |
| Метание копья     | Вера Велюжанина Пермь                                                     | 25,45     | Нина Герасимова Москва      | 24,65     | Валентина Журавлева Москва | 22,93     |
| Пятиборье         | Вера Клепикова Москва                                                     | 12        | Валентина Квасникова Москва | 19        | Нина Крутова Москва        | 21        |

## Кросс
Места определялись по времени пятого участника команды.
| Вид  | 1 место                              | Результат | 2 место | Результат | 3 место         | Результат |
| ---- | ------------------------------------ | --------- | ------- | --------- | --------------- | --------- |
| 8 км | ОППВ Н. Новиков П. Лебедев М. Крубич | 29.33,0   | КИМ     | 30.13,8   | Нижний Новгород | 32.05,4   |

## Футбол
С 3 по 9 сентября 1923 года в Москве в рамках Всесоюзного праздника физкультуры был разыгран чемпионат СССР по футболу 1923 среди команд городов СССР.